# Frontenac (ancienne circonscription fédérale ontarienne)
Pour les articles homonymes, voir Frontenac.
Frontenac fut une circonscription électorale fédérale de l'Ontario, représentée de 1867 à 1925.
C'est l'Acte de l'Amérique du Nord britannique de 1867 qui créa le district électoral de Frontenac. Abolie en 1924, la circonscription fut fusionnée à Frontenac—Addington.
Il ne faut pas confondre cette circonscription avec celle de Frontenac au Québec.

## Géographie
En 1867, la circonscription de Frontenac comprenait:
- Les cantons de Kingston, Wolfe Island, Pittsburg and Howe Island et Storrington

En 1903, la circonscription comprenait le comté de Frontenac, excluant la cité de Kingston et le village de Portsmouth (en).

## Députés
1. 1867-1892 — George Airey Kirkpatrick, CON
2. 1892-1896 — Hiram Augustus Calvin, CON-IND
3. 1896-1900 — David D. Rogers, Patrons of Industry
4. 1900-1904 — Hiram A. Calvin, CON
5. 1904-1908 — Melzar Avery, CON
6. 1908-1921 — John Wesley Edwards, CON
7. 1921-1925 — William Samuel Reed, PPC

- CON = Parti conservateur du Canada (ancien)
- PPC = Parti progressiste du Canada